# Cyrestis maforensis
Cyrestis maforensis är en fjärilsart som beskrevs av Martin 1903. Cyrestis maforensis ingår i släktet Cyrestis och familjen praktfjärilar. Inga underarter finns listade i Catalogue of Life.